# 卡爾弗特維爾 (印地安納州)
卡爾弗特維爾（英語：Calvertville）是位於美國印地安納州格林縣的一個非建制地區。該地的面積和人口皆未知。